# John Hinckley jr.
John Warnock Hinckley Jr. (Ardmore, 29 mei 1955) deed op 30 maart 1981 een poging om Amerikaans president Ronald Reagan te vermoorden.

## Biografie
John Hinckley werd geboren in Ardmore, Oklahoma en groeide op in Texas en Colorado. Hij maakte zijn studie niet af en vertrok naar Los Angeles in 1976, blijkbaar om zijn geluk te beproeven als zanger en liedjesschrijver. Hij keerde eind 1977 terug naar huis.
Een groeiende obsessie voor beroemde mensen concentreerde zich uiteindelijk op Jodie Foster en in 1980 verhuisde hij naar Connecticut om bij haar in de buurt te zijn (zij studeerde aan Yale-universiteit). Hij kon geen noemenswaardig contact met haar leggen, en ging namens haar, zo dacht hij, achter Jimmy Carter aan. Hij volgde de president door de VS, en werd gearresteerd op het vliegveld van Nashville voor het illegaal bezit van een vuurwapen en kreeg een boete. Berooid ging hij weer naar huis, en alhoewel hij een psychiatrische behandeling van vier maanden onderging verbeterde zijn geestelijke toestand niet. Zijn aandacht verschoof naar de nieuw verkozen president, Ronald Reagan. Zijn vader, John Warnock Hinckley, was een van de hoofdcontributeurs aan de campagne van de vicepresident, George H.W. Bush.

## Aanslag
Met een wapen vuurde hij zes kogels af op Reagan toen deze het Hilton Hotel in Washington D.C. verliet na een toespraak voor de AFL-CIO-conferentie. Hij raakte niet alleen hem in de borst maar verwondde ook diens perssecretaris James S. Brady, politieofficier Thomas Delahanty en agent Timothy McCarthy. Hinckley probeerde niet te ontsnappen, en werd ter plekke gearresteerd. Reagan overleefde de aanslag na een operatie in het George Washington-ziekenhuis.
Tijdens de rechtszaak in 1982 werd hij onschuldig bevonden op basis van ontoerekeningsvatbaarheid. De psychiatrische rapporten die de verdediging had laten maken gaven aan dat hij ontoerekeningsvatbaar was, terwijl de tegenpartij rapporten produceerde waarin het tegengestelde werd beweerd. Een erotomanische obsessie voor actrice Jodie Foster droeg ertoe bij dat hij het misdrijf pleegde. Hij geloofde dat zo'n gebaar grote indruk op haar zou maken. John Hinckley had de film Taxi Driver, waarin Jodie Foster meespeelde, gezien en identificeerde zichzelf met het hoofdpersonage Travis Bickle (Robert de Niro), een Vietnamveteraan die taxibestuurder werd, en op een dag besluit om de senator Palantine dood te schieten. Jodie Foster speelde toen als veertienjarige puber de twaalfjarige kindprostituee Iris Steensma.
Hinckley werd vastgehouden in het Elizabeth-hospitaal in Washington. Hij kreeg in 1999 toestemming het ziekenhuis zonder begeleiding te verlaten om zijn ouders te bezoeken, en langere bezoeken waren mogelijk vanaf 2000. Deze rechten werden ingetrokken toen bleek dat hij materiaal over Foster het ziekenhuis had binnengesmokkeld.
Het feit dat hij "niet schuldig" werd verklaard leidde tot wijdverspreide discussies en ongeloof en als gevolg hiervan herschreven een aantal staten de wet met betrekking tot dit beleid. Drie staten schrapten deze mogelijkheid van verdediging op basis van toerekeningsvatbaarheid volledig.
Een federale rechtbank bepaalde in juli 2016 al dat Hinckley vrij kon komen. Volgens artsen die hem behandelden zou hij niet meer geestelijk ziek zijn. Hinckley komt te wonen in de staat Virginia. Op 10 september 2016 is hij, onder een aantal voorwaarden, in vrijheid gesteld. Zo moet hij altijd een telefoon met GPS bij zich dragen en mag hij geen contact hebben met journalisten, ook mag hij zich niet buiten een straal van 75 kilometer van Williamsburg begeven en moet hij onder behandeling bij een psychiater blijven.